# Svetovno prvenstvo v biatlonu 1987
Svetovno prvenstvo v biatlonu 1987 je petindvajseto svetovno prvenstvo v biatlonu, ki je potekalo med 12. in 28. februarjem 1987 v treh disciplinah za moške v Lake Placidu, ZDA, in ženske v Lahtiju, Finska. 

## Dobitniki medalj

### Moški
| Disciplina | Zlato                                                                                  | Zlato     | Srebro                                                                                      | Srebro    | Bron                                                                                   | Bron      |
| 10 km      | Frank-Peter Roetsch                                                                    | 29,49,6   | Matthias Jacob                                                                              | 30,38,8   | André Sehmisch                                                                         | 30,55,4   |
| 20 km      | Frank-Peter Roetsch                                                                    | 1:00,00,4 | Josh Thompson                                                                               | 1:00,51,0 | Jan Matouš                                                                             | 1:01,15,3 |
| 4 x 7,5 km | Vzhodna Nemčija · Jürgen Wirth · Frank-Peter Roetsch · Matthias Jacob · André Sehmisch | 1:25:02,3 | Sovjetska zveza · Dimitrij Vasiljev · Aleksander Popov · Jurij Kaškarov · Valerij Medvedcev | 1:27:12,1 | Zahodna Nemčija · Ernst Reiter · Herbert Fritzenwenger · Peter Angerer · Fritz Fischer | 1:27:21,1 |

### Ženske
| Disciplina | Zlato                                                              | Zlato   | Srebro                                              | Srebro  | Bron                                                        | Bron    |
| 5 km       | Jelena Golovina                                                    | 21:14,7 | Venera Černišova                                    | 21:51,9 | Anne Elvebakk                                               | 22:12,1 |
| 10 km      | Sanna Grønlid                                                      | 42:42,8 | Kaja Parve                                          | 43:31,1 | Tuija Vuoksiala                                             | 44:56,8 |
| 3 x 5 km   | Sovjetska zveza · Jelena Golovina · Venera Černišova · Kaija Parve |         | Švedska · Inger Bjørkbom · Mia Stadig · Eva Korpela |         | Norveška · Anne Elvebakk · Sanna Grønlid · Siv Bråten Lunde |         |

## Medalje po državah
| Poz | Država          | Zlato | Srebro | Bron | Skupaj |
| 1   | Vzhodna Nemčija | 3     | 1      | 1    | 5      |
| 2   | Sovjetska zveza | 2     | 3      | 0    | 5      |
| 3   | Norveška        | 1     | 0      | 2    | 3      |
| 4   | ZDA             | 0     | 1      | 0    | 1      |
| 4   | Švedska         | 0     | 1      | 0    | 1      |
| 6   | Finska          | 0     | 0      | 1    | 1      |
| 6   | Zahodna Nemčija | 0     | 0      | 1    | 1      |
| 6   | Češkoslovaška   | 0     | 0      | 1    | 1      |